# Psamatodes lucidiferata
Psamatodes lucidiferata är en fjärilsart som beskrevs av Walker 1862. Psamatodes lucidiferata ingår i släktet Psamatodes och familjen mätare. Inga underarter finns listade i Catalogue of Life.